# Brachythecium moriense
Brachythecium moriense là một loài rêu trong họ Brachytheciaceae. Loài này được Besch. mô tả khoa học đầu tiên năm 1893.